# Verbandsgemeinde Gerolstein
Die Verbandsgemeinde Gerolstein entstand am 1. Januar 2019 aus der freiwilligen Fusion der bisherigen Verbandsgemeinden Gerolstein, Hillesheim und Obere Kyll im Landkreis Vulkaneifel in Rheinland-Pfalz.
Ihr gehören die Städte Gerolstein und Hillesheim sowie 36 weitere Gemeinden an.
Der Verwaltungssitz ist in Gerolstein. In Hillesheim und Jünkerath wurden Bürgerbüros eingerichtet.
Die Verbandsgemeindewerke haben ihren Sitz im Bahnhof Gerolstein.
In Gerolstein, Hillesheim und Stadtkyll sind die Tourist-Informationen.

## Verbandsangehörige Gemeinden
| Ortsgemeinde, Stadt     | Fläche (km²) | Einwohner |
| ----------------------- | ------------ | --------- |
| Basberg                 | 2,32         | 78        |
| Berlingen               | 3,59         | 217       |
| Berndorf                | 9,14         | 510       |
| Birgel                  | 6,52         | 432       |
| Birresborn              | 20,88        | 1.050     |
| Densborn                | 14,42        | 530       |
| Dohm-Lammersdorf        | 4,54         | 212       |
| Duppach                 | 10,28        | 274       |
| Esch                    | 10,17        | 402       |
| Feusdorf                | 4,42         | 494       |
| Gerolstein, Stadt       | 64,38        | 7.210     |
| Gönnersdorf             | 5,17         | 491       |
| Hallschlag              | 12,74        | 440       |
| Hillesheim, Stadt       | 20,62        | 3.207     |
| Hohenfels-Essingen      | 5,02         | 340       |
| Jünkerath               | 10,09        | 1.784     |
| Kalenborn-Scheuern      | 7,34         | 397       |
| Kerpen (Eifel)          | 8,22         | 489       |
| Kerschenbach            | 6,92         | 194       |
| Kopp                    | 8,40         | 154       |
| Lissendorf              | 10,37        | 1.118     |
| Mürlenbach              | 21,64        | 490       |
| Neroth                  | 7,24         | 815       |
| Nohn                    | 11,08        | 460       |
| Oberbettingen           | 6,17         | 759       |
| Oberehe-Stroheich       | 10,30        | 311       |
| Ormont                  | 12,44        | 343       |
| Pelm                    | 10,06        | 929       |
| Reuth                   | 7,15         | 181       |
| Rockeskyll              | 5,88         | 255       |
| Salm                    | 9,09         | 322       |
| Scheid                  | 5,49         | 122       |
| Schüller                | 4,36         | 303       |
| Stadtkyll               | 20,78        | 1.546     |
| Steffeln                | 20,92        | 641       |
| Üxheim                  | 30,98        | 1.346     |
| Walsdorf                | 10,83        | 932       |
| Wiesbaum                | 15,18        | 633       |
| VG Gerolstein (ab 2019) | 455,29       | 30.411    |

(Einwohner am 31. Dezember 2024)

## Geschichte
Am 28. September 2010 wurde das „Erste Gesetz zur Kommunal- und Verwaltungsreform“ erlassen mit dem Ziel, Leistungsfähigkeit, Wettbewerbsfähigkeit und Verwaltungskraft der kommunalen Strukturen zu verbessern. Für Verbandsgemeinden wurde festgelegt, dass diese mindestens 12.000 Einwohner (Hauptwohnung am 30. Juni 2009) umfassen sollen. Die Verbandsgemeinden Hillesheim und Obere Kyll unterschritten diesen Wert deutlich.
Am 25. April 2018 stimmte der Landtag dem Gesetzentwurf zur Fusion der Verbandsgemeinden Gerolstein, Hillesheim und Obere Kyll zu.
Das Land Rheinland-Pfalz zahlte anlässlich der Fusion einen Betrag in Höhe von vier Millionen Euro, der ausschließlich zur Schuldentilgung der ehemaligen Verbandsgemeinde Obere Kyll verwendet wurde.

### Einwohnerentwicklung
| Verbandsgemeinde Gerolstein: Einwohnerzahlen von 2012 bis 2024                                                                     | Verbandsgemeinde Gerolstein: Einwohnerzahlen von 2012 bis 2024 | Verbandsgemeinde Gerolstein: Einwohnerzahlen von 2012 bis 2024 | Verbandsgemeinde Gerolstein: Einwohnerzahlen von 2012 bis 2024 | Verbandsgemeinde Gerolstein: Einwohnerzahlen von 2012 bis 2024 |
| --- | -------------------------------------------------------------- | -------------------------------------------------------------- | -------------------------------------------------------------- | -------------------------------------------------------------- |
| Jahr |                                                                |                                                                |                                                                | Einwohner                                                      |
| 2012 | 2012                                                           |                                                                | 30.965                                                         | 30.965                                                         |
| 2015 | 2015                                                           |                                                                | 30.818                                                         | 30.818                                                         |
| 2020 | 2020                                                           |                                                                | 30.762                                                         | 30.762                                                         |
| 2024 | 2024                                                           |                                                                | 30.411                                                         | 30.411                                                         |
| Quelle(n): statistik.rlp.de Anmerkung(en): Die Entwicklung der Einwohnerzahl, bezogen auf das heutige Gebiet der Verbandsgemeinde. |                                                                |                                                                |                                                                |                                                                |

## Politik

### Verbandsgemeinderat
Der Verbandsgemeinderat Gerolstein besteht aus 40 ehrenamtlichen Ratsmitgliedern, die bei der Kommunalwahl am 9. Juni 2024 in einer personalisierten Verhältniswahl gewählt wurden, und dem Bürgermeister als Vorsitzendem. Wegen der Fusion der bisherigen Verbandsgemeinden Gerolstein, Hillesheim und Obere Kyll kam es am 21. Oktober 2018 zu einer vorgezogenen Kommunalwahl. Die Amtszeit der Ratsmitglieder begann bereits am 1. Januar 2019 und lief bis zu den regulären Wahlen 2024.
Die Sitzverteilung im Verbandsgemeinderat:
| Wahl | SPD | CDU | Grüne | FDP | ÖDP | FWG | SiW | BB | Gesamt   |
| ---- | --- | --- | ----- | --- | --- | --- | --- | -- | -------- |
| 2024 | 7   | 15  | 3     | 2   | 1   | 9   | 3   | –  | 40 Sitze |
| 2018 | 7   | 14  | 5     | 3   | –   | 9   | 1   | 1  | 40 Sitze |

- FWG = Freie Wählergruppe in der Verbandsgemeinde Gerolstein e. V.
- SiW = Wählergemeinschaft Sturm im Wald e. V.
- BB = Bürgerliste Bürgerwille

### Bürgermeister
Verbandsbürgermeister ist Hans Peter Böffgen (parteilos). Er wurde bei der Stichwahl am 4. November 2018 mit 53,9 % der Stimmen zum ersten Bürgermeister der Verbandsgemeinde Gerolstein gewählt. Mit Bildung der neuen Verbandsgemeinde am 1. Januar 2019 trat er sein neues Amt an, die Amtszeit beträgt acht Jahre.

### Wappen
| Wappen von Verbandsgemeinde Gerolstein | Blasonierung: „Im roten Schildbord, in Gold unter einem roten Zickzackbalken, vorn ein abgerissener rotbezungter, schwarzer Löwenkopf, hinten eine schwarze Lilie, darunter ein blauer Wellenbalken.“ |
| Wappen von Verbandsgemeinde Gerolstein | Wappenbegründung: Das Wappen der neuen Verbandsgemeinde Gerolstein wurde im Jahr 2021 entworfen und angenommen. Es enthält aus der ehemaligen Verbandsgemeinde Hillesheim den roten Zickzackbalken auf goldenem Grund (Bezug auf die Herren von Kerpen), aus der ehemaligen Verbandsgemeinde Obere Kyll die Lilie (steht für die Herrschaft Schleiden) und den Wellenbalken (symbolisiert die Kyll) sowie aus der ehemaligen Verbandsgemeinde Gerolstein den schwarzen Löwenkopf mit roter Zunge (aus dem Wappen des Grafen von Gerolstein). Die Bordüre ist in Rheinland-Pfalz ein Symbol für eine Verbandsgemeinde. |